# Сант'Елија (Катанцаро)
Сант'Елија је насеље у Италији у округу Катанцаро, региону Калабрија.
Према процени из 2011. у насељу је живело 1174 становника. Насеље се налази на надморској висини од 647 м.